# Vrij Nederland
Vrij Nederland is een Nederlands opinieblad van linkse signatuur.

## Geschiedenis

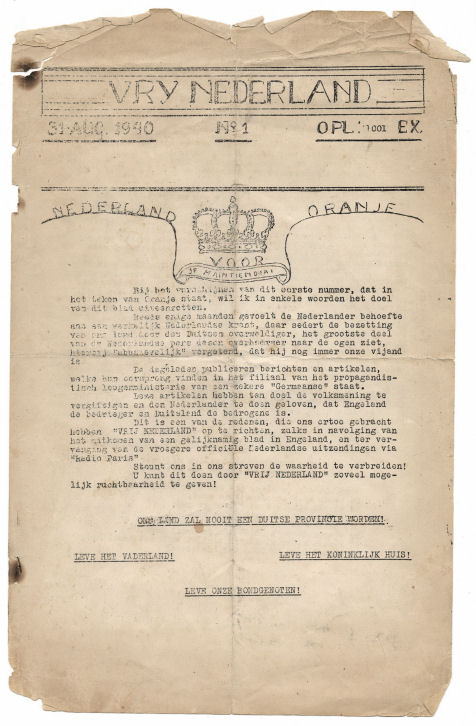
Voorpagina van de eerste editie, 31 augustus 1940

### Ontstaan en bezettingsjaren
Vrij Nederland ontstond als verzetskrant tijdens de Duitse bezetting in de Tweede Wereldoorlog. De eerste uitgave verscheen op 31 augustus 1940. De naam werd geïnspireerd op die van de radiozender Radio Vrij Nederland.

#### Oprichters
De krant werd opgericht door een aantal protestantse jongeren, onder wie Frans Hofker, Jan van der Neut, Daan Levendig, Kees Troost, Anne Kooistra en Wim Speelman. De eerste drie werden al begin 1941 opgepakt.
Vrouwelijke leden van de verzetsgroep waren onder anderen Jacoba van Tongeren, Ada van Randwijk-Henstra, Hetty van Klaveren en Lenie Stegeman.

#### Arrestaties
In 1941 vond er een arrestatiegolf plaats onder de redactieleden. Toen de oprichters door de Duitsers werden opgepakt werd aanvankelijk Édouard de Nève (pseudoniem van Jean Lenglet) aangezocht als redacteur. De Nève, die al tot over zijn oren in het illegale werk zat, werd echter na een half jaar eveneens gearresteerd. Hij overleefde de oorlog, doordat zijn dossier zoekraakte in de chaos van Dolle Dinsdag.
Hierop zette Henk van Randwijk hun werk voort, met onder anderen Arie van Namen, Jan H. de Groot, Henk P. Hos en Wim Speelman. Vanaf december 1941 verscheen Vrij Nederland gedrukt. Deze eerste exemplaren werden gedrukt door Drukkerij Hoekstra in het Friese plaatsje Koudum. De groep ontkwam tot tweemaal toe ternauwernood aan arrestatie.
In 1943 verliet een groep redacteuren, onder wie Wim Speelman, Vrij Nederland, omdat ze de onder Van Randwijk ingezette koers te veel pro-Sovjet-Unie vonden. Zij begonnen de verzetskrant Trouw.

### Na de bevrijding

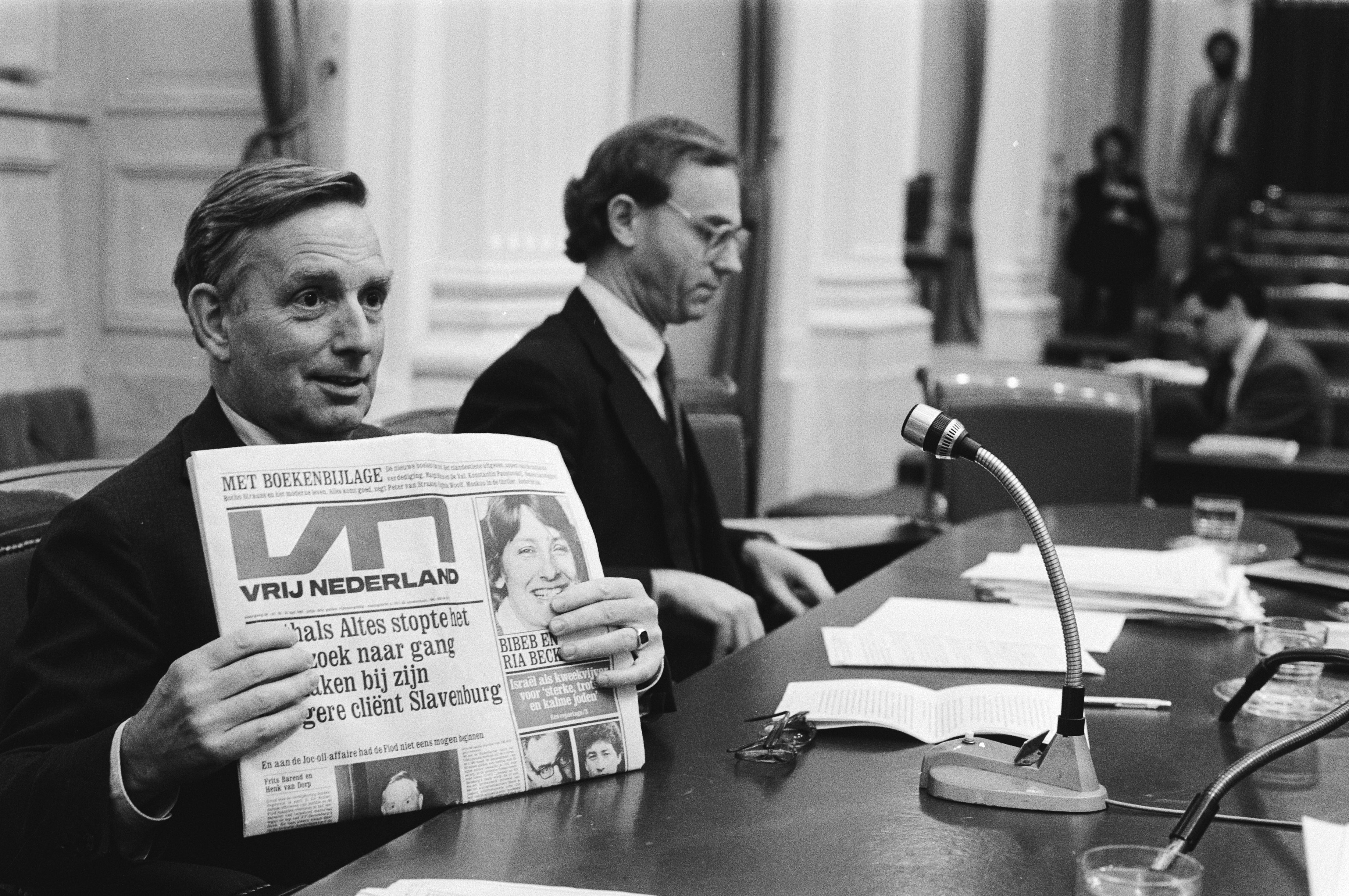
Minister Korthals Altes toont een exemplaar van Vrij Nederland in de Tweede Kamer (1983)

Na de oorlog ging Vrij Nederland onder Van Randwijk verder als weekblad. Van Randwijk ageerde tegen de politionele acties in Indonesië. Hierdoor daalde het aantal abonnees sterk. In 1950 dreigde Vrij Nederland failliet te gaan. Het werd overgenomen door De Arbeiderspers. Van Randwijk moest aftreden als hoofdredacteur en verliet het blad in februari 1950. In september 1952 beëindigde hij zijn medewerking aan Vrij Nederland volledig, onder meer wegens een niet geplaatst artikel van hem over de pacifistische Derde Weg-beweging.
Zijn opvolger, Mathieu Smedts, legde de basis voor de gouden jaren van Vrij Nederland, door te stimuleren en een aantal mensen aan te nemen: Renate Rubinstein, Rinus Ferdinandusse, Jan Eijkelboom en Joop van Tijn, die deel uitmaakten van de kring van Propria Cures.
De tijdschriftenpoot van De Arbeiderspers werd in 1965 verzelfstandigd tot Weekbladpers. Zowel inhoudelijk als qua oplage beleefde Vrij Nederland zijn glorieperiode onder het hoofdredacteurschap van Rinus Ferdinandusse in de jaren zeventig en tachtig, met een oplage van bijna 120.000 in 1978.

### Jaren negentig
Vanaf de jaren negentig veranderde Vrij Nederland onder invloed van de concurrentiestrijd en het onverwachte overlijden van hoofdredacteur Joop van Tijn (1938-1997) geleidelijk aan van een krant in een tijdschrift.

### Eenentwintigste eeuw
In 2004 ontbrandde op de redactie een felle strijd om de macht rond de reorganisatie- en ontslagplannen van uitgever Hendrik-Jan Schoo en zijn hoofdredacteur en minnares Xandra Schutte. Schutte werd in 2005 vervangen door Emile Fallaux, later opgevolgd door Frits van Exter, die zich in 2015 als hoofdredacteur terugtrok toen bekend werd dat het weekblad zou worden opgeheven om plaats te maken voor een maandblad. De redactie was niet gekend in de besluitvorming, zoals het redactiestatuut voorschrijft. Eind 2016 maakte Vrij Nederland alsnog de overstap van week- naar maandblad.
Het aantal abonnees liep in de jaren na het vertrek van Schutte sterk terug van ruim 50.000 in 2004 tot circa 10.000 in 2024. Tussen 2009 en 2023 bedroeg het verlies van de titel 9 miljoen euro. Na het vertrek van hoofdredacteur Ward Wijndelts in 2024 trad voormalig Volkskrantjournalist Sander Heijne aan als hoofdredacteur en uitgever. Onder hem is een meer uitgesproken en agenderende linkse koers ingezet. Doestelling is dat er in 2027 weer 20.000 betalende abonnees zijn.

## Hoofdredacteuren
- 1940-1942: Frans Hofker
- 1941-1950: Henk van Randwijk
- 1950-1955: Johan Winkler
- 1955-1969: Mathieu Smedts
- 1969-1991: Rinus Ferdinandusse
- 1991-1997: Joop van Tijn
- 1998-2000: Oscar Garschagen
- 2001-2004: Xandra Schutte
- 2004-2005: Gerard van Westerloo (ad interim)
- 2005-2008: Emile Fallaux
- 2008-2015: Frits van Exter
- 2016: Robert van de Griend (ad interim)
- 2017-2024: Ward Wijndelts
- 2024-heden: Sander Heijne

## Oplage en bereik
Totaal betaalde gerichte oplage volgens HOI, Instituut voor Media Auditing (Vanaf 2015 'NOM') en Jan van de Plasse: Kroniek van de Nederlandse dagblad- en opiniepers, Amsterdam 2005, ISBN 90-75727-77-1.
- 1945: 109.000
- 1947: 32.000
- 1951: 35.000
- 1955: 19.000
- 1960: 23.000
- 1965: 36.950
- 1970: 81.378
- 1975: 109.381
- 1978: 117.165
- 1980: 111.857
- 1985: 97.132
- 1990: 76.947
- 1991: 92.303
- 1995: 92.134
- 1996: 90.597

- 1997: 88.933
- 1998: 79.718
- 1999: 65.514
- 2000: 55.947
- 2001: 53.669 (-4,1%)
- 2002: 53.413 (-0,5%)
- 2003: 52.868 (-1,0%)
- 2004: 50.124 (-5,2%)[12]
- 2005: 49.244 (-1,8%)
- 2006: 47.082 (-4,4%)[13]
- 2007: 46.671 (-0,9%)[14]
- 2008: 44.115 (-5,5%)
- 2009: 44.860 (+1,7%)
- 2010: 48.353 (+7,8%)
- 2011: 45.534 (-5,8%)[15]

- 2012: 40.872 (-10,2%)[16]
- 2013: 35.649 (-12,8%)
- 2014: 31.623 (-11,3%)
- 2015: 22.937 (-27,5%)
- 2016: 19.875 (-13,3%)
- 2017: 28.368 (+42,7%)
- 2018: 20.978 (-26,1%)
- 2019: 18.406 (-12,3%)
- 2020: 17.043 (-7,4%)
- 2021: 15.542 (-9,6%)
- 2022:
  - Printoplage: 13.770 (-11,4%)
  - Print en digitaal bereik: 59.000[17]

## Diversen
- Onafhankelijk van de "Amsterdamse" Vrij Nederland verscheen tijdens de oorlog in Londen het weekblad Vrij Nederland.